# Ferenc Donáth
Ferenc Donáth född den 28 juni 1954 i Nagykőrös, Ungern, är en ungersk gymnast.
Han tog OS-brons i lagmångkampen i samband med de olympiska gymnastiktävlingarna 1980 i Moskva.